# あそぶ!ゲーム展
あそぶ!ゲーム展（あそぶげーむてん）とは、ビデオゲーム、デジタルゲームを主題とした展示イベント。会場は埼玉・SKIPシティ映像ミュージアム。埼玉県主催。企画監修としてゲームデザイナーの遠藤雅伸、東京大学大学院情報学環教授・馬場章が関わる。2015年から2019年までの間、時代ごとにステージ1からステージ3まで3期に分けて開催。

## 概要
デジタルSKIPステーションが企画制作。ゲーム機の完成形は遊ばれているときである、という考えからすべてのゲーム機を遊べる形で展示している（ステージ1では筐体の状態などから一部ゲームの時間や日にちを限定、また一部のゲームはエミュレーターでの展示、ステージ2以降では期間により一部家庭用ゲームソフトを入れ替え）。実機展示のほか、作品内容紹介。作品によっては基板、仕様書、デザイン画、製作者インタビュー映像の展示なども行い、期間中はトークショーやワークショップ、ゲーム大会なども行われた。
ディレクション担当の澤柳英行は、映像コンテンツとしてのデジタルゲームの進化の歴史を辿ると同時に、実際にプレイすることでしか体感できない時代性や先進性を伝えることが企画コンセプトと語っている。
反響を受けて各地で巡回展が開催され、2017年7月にはステージ1展示内容の一部を用い、はこだてみらい館でも開催。同時期に情報通信交流館 e-とぴあ・かがわにて開催。こちらは一年ごとにステージ2以降も開催されている。2019年3月には同じくステージ1展示内容をソニックシティにて「埼玉ゲームシティ」の一部として展示した。2019年7月には埼玉県川口市のメディアセブンでも展示された。

### あそぶ！ゲーム展 -ステージ1：デジタルゲームの夜明け-
2015年10月3日‐2016年2月28日開催。テーマ年代は1950年代末～1982年。

#### おもな展示ゲーム
『テニス・フォー・ツー』（1958年/ブルックヘブン国立研究所）、『スペースウォー！』（1962年/マサチューセッツ工科大学）、『コンピュータースペース』（1971年/ナッチング・アソシエーツ）、『スピードレースデラックス』（1975年/タイトー）、『マンイーター』（1975年/PSE）、 『スペースインベーダー』（1978年/タイトー） 、『ジービー』（1978年/ナムコ）、 『ギャラクシアン』（1979年/ナムコ）、『パックマン』（1980年/ナムコ）、『スクランブル』（1981年/KONAMI）、『スペースフューリー』（1981年/セガ・インタラクティブ）、『ドンキーコング』（1981年/任天堂）、『ムーンパトロール』（1982年/アイレム）など。

### あそぶ！ゲーム展-ステージ２～ゲームセンターVSファミコン～
2016年9月10日 - 2017年3月12日開催。テーマ年代は1983年から1990年。
この回のみ音楽コーナー監修として田中治久（ゲーム音楽史・ゲーム史研究家）が加わる。

#### おもな展示ゲーム
アーケード筐体：『ゼビウス』（1983年/ナムコ）、『マッピー』（1983年/ナムコ）、『マリオブラザーズ』（1983年/任天堂）、『メジャーハボック』（1983年/アタリ）、『リブルラブル』（1983年/ナムコ）、『ザ・ビック・プロレスリング』（1983年/テクノスジャパン、データイースト）、『ドルアーガの塔』（1984年/ナムコ）、『VS.レッキングクルー(VS.システム)』（1984年/任天堂）、『エキサイトバイク(VS.システム)』（1984年/任天堂）、『アイスクライマー(VS.システム)』（1985年/任天堂）、『ツインビー』（1985年/KONAMI） 、『マーブルマッドネス』（1985 年/アタリ、ナムコ） 、『グラディウス』（1985年/KONAMI）、『スペースハリアー』（1985年/セガ）、『ガントレット』（1986年/アタリゲームズ、ナムコ）、『熱血硬派くにおくん』（1986年/テクノスジャパン）、『沙羅曼蛇』（1986年/KONAMI）、『源平討魔伝』（1986年/ナムコ）、『アウトラン』（1986年/セガ）、『カルノフ』（1987年/データイースト）、『スーパーハングオン』（1987年/セガ）、『R-TYPE』（1987年/アイレム）、『アフターバーナーⅡ』（1987年/セガ）、『テトリス®』（1988年/セガ）、『ナイトストライカー』（1989年/タイトー）、『ダライアスⅡ』（1989年/タイトー）など。
家庭用ゲーム：『ドンキーコング』（1983年/任天堂）、『スーパーマリオブラザーズ』（1985年/任天堂）、『ボンバーマン』（1985年/ハドソン）、『ゼルダの伝説』（1986年/任天堂）、『ドラゴンクエスト』（1986年/エニックス）、『スターソルジャー』（1986年/ハドソン）、『信長の野望・全国版』（1986年/コーエー）、『イース（Ys）』（1987年/日本ファルコム）、『グラディウス２』（1987年/KONAMI）、『ファイナルファンタジー』（1987年/スクウェア）、『R-TYPE I』（1988年/ハドソン）、『MOTHER』（1989年/任天堂）、『ザ・スーパー忍』（1989年/セガ）、『魔界塔士 サ・ガ』（1989年/スクウェア）、『NAM-1975』（1990年/SNK）、『マジシャンロード』（1990年/アルファ電子）、『スーパーマリオワールド』（1990年/任天堂）、『F-ZERO』（1990年/任天堂）、『アクトレイザー』（1990年/エニックス）など。

### あそぶ！ゲーム展 ステージ3：デジタルゲーム ミレニアム
2018年10月6日 - 2019年4月7日。テーマ年代は1991年～2001年。

#### おもな展示ゲーム
アーケード筐体 ：『ストリートファイターⅡ』（1991年/カプコン）、『天地を喰らうII　赤壁の戦い』（1992年/カプコン）、『ぷよぷよ』（1992年/コンパイル）、『餓狼伝説SPECIAL』（1993年/SNK）、『バーチャファイター』（1993年/セガ・エンタープライゼス）、『鉄拳』（1994年/ナムコ）、『バーチャファイター2』（1994年/セガ・エンタープライゼス）、『レイフォース』（1994年/タイトー）、『ランディングギア』（1996年/タイトー）、『電車でGO!』（1997年/タイトー）、『怒首領蜂』（1997年/ケイブ）、『ソウルキャリバー』（1998年/ナムコ）、『Dance Dance Revolution』（1998年/KONAMI）、『がんばれ運転士!!』（2000年/タイトー）、『バトルギア2』（2000年/タイトー）、『太鼓の達人』（2001年/ナムコ）、『beatmania THE FINAL』（2002年/KONAMI）、『pop'n music 18 せんごく列伝』（2010年/KONAMI）など。
家庭用ゲーム：『ソニック・ザ・ヘッジホッグ』（1991年/セガ・エンタープライゼス）、『弟切草』（1992年/チュンソフト）、『スーパーマリオカート』（1992年/任天堂）、『実況パワフルプロ野球'94』（1994年/KONAMI）『ときめきメモリアル』（1994年/KONAMI）、『リッジレーサー』（1994年/ナムコ）、『グランツーリスモ』（1997年/ソニー・コンピュータエンタテインメント）、『METAL GEAR SOLID』（1998年/KONAMI）、『どこでもいっしょ』（1999年/ソニー・コンピュータエンタテインメント）、『Dの食卓』（1995年/ワープ）、『レッドアラーム』（1995年/T&Eソフト）、『ポケットモンスター 赤・緑』（1996年/ゲームフリーク・任天堂）、『ファイターズメガミックス』（1996年/セガ・エンタープライゼス）、『スーパーマリオ64』（1996年/任天堂）、『巨人のドシン1』（1999年/任天堂）、『たまごっち』（1996年/バンダイ）、『東方靈異伝』（1996年/Amusement Makers）、『ウルティマオンライン』（1997年/エレクトロニック・アーツ）、『東方封魔録』 （1997年/Amusement Makers）、『東方夢時空』（1997年/Amusement Makers）、『Half-Life』(1998年/Sierra)、『シーマン～禁断のペット～』（1999年/ビバリウム）、『ICO』(2001年/ソニー・コンピュータエンタテインメント）、『ピクミン』（2001年/任天堂）など。